# Mikołaj Marczyk
Mikołaj „Miko” Marczyk (ur. 24 października 1995 w Łodzi) – kierowca rajdowy reprezentujący zespół ORLEN Team. W sezonie 2019 został najmłodszym w historii Rajdowym Mistrzem Polski w klasyfikacji generalnej.  Debiutancki sezon w aucie klasy R5 w 2018 roku zakończył na drugim miejscu ze stratą jednego punktu do Grzegorza Grzyba. W 2017 sięgnął po tytuł Rajdowego Mistrza Polski w  klasie Open N, przechodząc do historii jako najmłodszy zwycięzca tej klasyfikacji.  
Od 2017 roku tworzy załogę z pilotem Szymonem Gospodarczykiem.  

## Życiorys
Urodził się 24 października 1995 roku w Łodzi, gdzie mieszka do dzisiaj. Jest absolwentem I Liceum Ogólnokształcącego im. Mikołaja Kopernika w Łodzi. Ukończył studia licencjackie na kierunkach „Management” i „International Business” na Akademii Leona Koźmińskiego w Warszawie oraz Duale Hochschule Baden-Wurttemberg w Stuttgarcie.

Swoją przygodę z motorsportem zaczynał od kartingu halowego, zostając 3 razy z rzędu Mistrzem Polski. Starty w rajdach samochodowych rozpoczął w 2016 roku debiutując w Rajdowych Samochodowych Mistrzostwach Śląska. W 2017 roku awansował do zespołu Subaru Poland Rally Team, sięgając na koniec sezonu po tytuł Rajdowego Mistrza Polski w klasie Open N, tym samym przechodząc do historii jako najmłodszy zwycięzca tej klasyfikacji. Sezon 2018 to debiut Marczyka w Skodzie Fabia R5. Wraz z zespołem Skoda Polska Motorsport oraz swoim pilotem Szymonem Gospodarczykiem zostali Mistrzami Polski klasy 2 oraz Vice Mistrzami klasyfikacji generalnej cyklu. Rok 2019 to kontynuacja startów w Rajdowych Samochodowych Mistrzostwach Polski. Marczyk został najmłodszym Mistrzem Polski w historii w rajdach samochodowych. 2020 rok to debiut w rajdowych Mistrzostwach Europy oraz dołączenie do Orlen Team. W 2021 załoga Marczyk / Gospodarczyk zdobyła tytuł Mistrzów Europy Juniorów, oraz zajęła 3. miejsce w klasyfikacji generalnej tego cyklu. Polska załoga w sezonie 2021 powtórzyła sukces z roku 2019 zostając ponownie Mistrzami Polski w klasyfikacji generalnej RSMP. W 2022 roku zadebiutował w cyklu Rajdowych Mistrzostw Świata WRC2 i zajął 5 miejsce w kategorii WRC2 Junior.

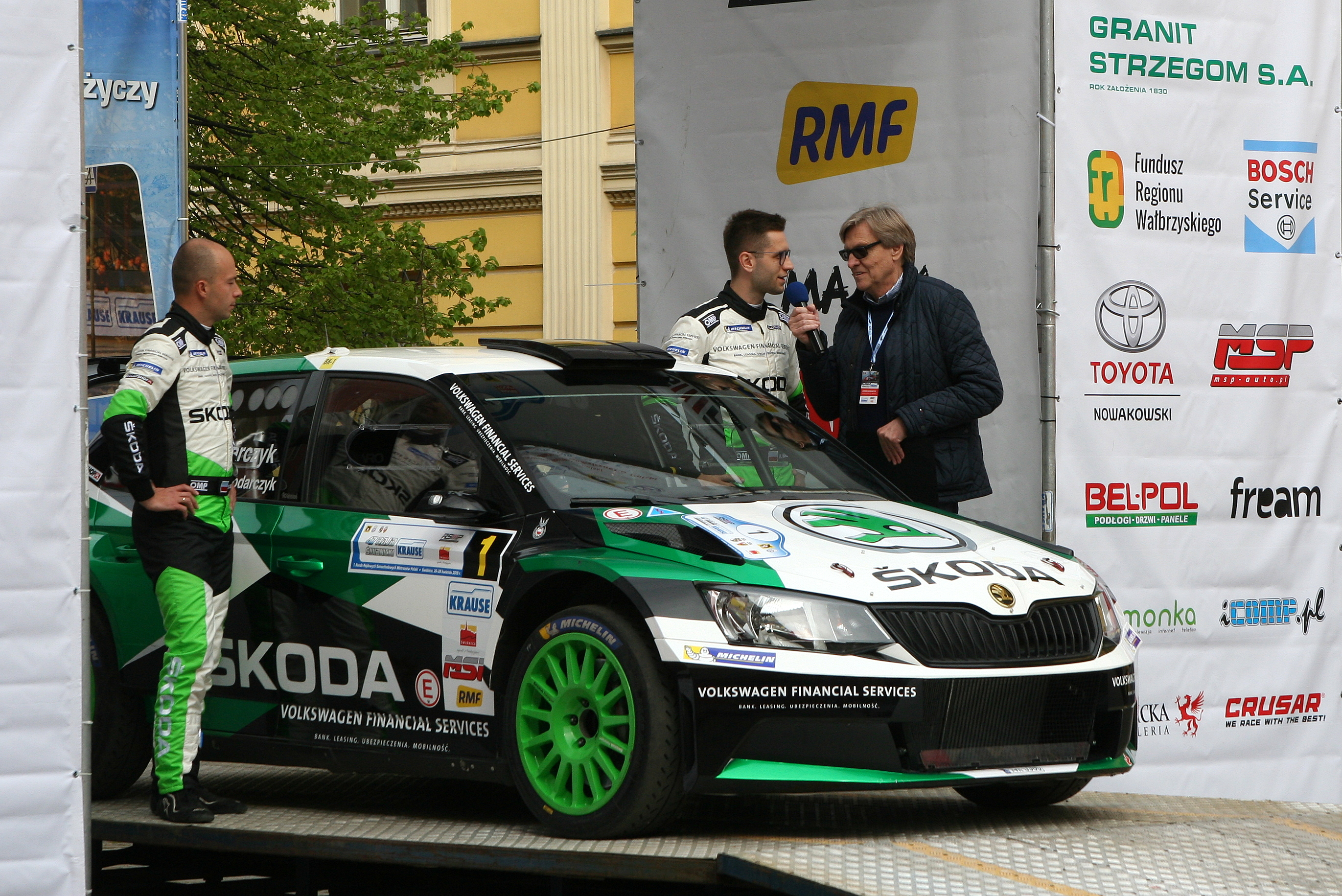
"Miko" (z prawej) wraz z pilotem Szymonem Gospodarczykiem (z lewej) podczas wygranego Rajdu Świdnickiego w roku 2019

## Przebieg kariery- rajdy samochodowe[5]
2023
4. miejsce WRC2 Challenger
1. miejsce Rajd Barbórka 
1. miejsce Kryterium Asów Karowa - Rajd Barbórka 
2022
5. miejsce WRC2 Junior
1. miejsce ORLEN Rajd Polski - Rally Poland 2022
1. miejsce Rajd Barbórka 
2. miejsce Kryterium Asów Karowa - Rajd Barbórka 

### 2021
II Wicemistrz Rajdowych Mistrzostw Europy
Zwycięzca ERC Michelin Talent Factory
Mistrz Polski w klasyfikacji generalnej RSMP
Mistrz Polski w klasie 2
2. miejsce Kryterium Asów Karowa - Rajd Barbórka 

### 2020
4. miejsce w klasyfikacji juniorów Rajdowych Mistrzostw Europy

### 2019
Mistrz Polski w klasyfikacji generalnej RSMP
Mistrz Polski w klasie 2
2. miejsce Kryterium Asów Karowa - Rajd Barbórka 

### 2018
Wicemistrz Polski w klasyfikacji generalnej RSMP
Mistrz Polski w klasie 2
2. miejsce Kryterium Asów Karowa - Rajd Barbórka 

### 2017
Mistrz Polski w klasie OPEN N
3. miejsce Kryterium Asów Karowa - Rajd Barbórka 

### 2016
II Wicemistrz Rajdowych Mistrzostw Śląska
- Czterokrotny reprezentant Polski na Mistrzostwach Świata
- Finalista Mistrzostw Świata Zwycięzca wyścigu 6h "Iron Man"[doprecyzuj!]

## Wyniki wRajdowych Mistrzostwach Europy[5]
| Rok  | Zespół     | Samochód               | 1      | 2      | 3      | 4      | 5      | 6      | 7     | 8      | Pkt. | Msc. |
| ---- | ---------- | ---------------------- | ------ | ------ | ------ | ------ | ------ | ------ | ----- | ------ | ---- | ---- |
| 2020 | Orlen Team | Škoda Fabia Rally2 evo | ITA 10 | LAT 12 | PRT 4  | HUN 15 | ESP 9  | -      | -     | -      | 43   | 8.   |
| 2021 | Orlen Team | Škoda Fabia Rally2 evo | POL 3  | LAT 6  | ITA 5  | CZE 5  | PRT1 5 | PRT2 9 | HUN 2 | ESP 3  | 151  | 3.   |
| 2022 | Orlen Team | Škoda Fabia Rally2 evo | PRT1 - | PRT2 - | ESP1 - | POL 1  | LAT -  | ITA -  | CZE - | ESP2 - | 30   | 17.  |
| 2023 | Orlen Team | Škoda Fabia RS Rally2  | PRT 4  | ESP -  | POL 3  | LAT -  | SWE -  | ITA -  | CZE - | HUN 18 | 44   | 12.  |
| 2024 | Orlen Team | Škoda Fabia RS Rally2  | HUN 6  | ESP 18 | SWE 8  | EST -  | ITA -  | CZE -  | GBR - | POL -  | 27*  | 8.*  |

* - Sezon w trakcie

## Wyniki wRajdowych Mistrzostwach Świata-WRC2[5]
| Sezon | Zespół     | Samochód               | 1      | 2       | 3      | 4         | 5 | 6     | 7     | 8 | 9      | 10     | 11            | 12 | 13      | 14 | 15 | 16 | Punkty | Miejsce |
| ----- | ---------- | ---------------------- | ------ | ------- | ------ | --------- | - | ----- | ----- | - | ------ | ------ | ------------- | -- | ------- | -- | -- | -- | ------ | ------- |
| 2022  | ORLEN Team | Škoda Fabia Rally2 evo | Monako | Szwecja | 9      | 4         | 8 | Kenia | 15    | 6 | Belgia | Grecja | Nowa Zelandia | 10 | Japonia |    |    |    | 27     | 16.     |
| 2023  | ORLEN Team | Škoda Fabia RS Rally2  | Monako | Szwecja | Meksyk | Chorwacja | 9 | 5     | Kenia | 5 | 7      | 9      | Chile         | 5  | Japonia |    |    |    | 41     | 10.     |